# Corrente das Malvinas
A Corrente das Malvinas ou Corrente das Falklands é uma corrente oceânica do tipo fria, proveniente das Malvinas, banha toda costa da Argentina, Uruguai, Sul e Sudeste (durante parte do ano) do Brasil. Sua influência na precipitação pluviométrica e no clima vai até 18°S de latitude.
Favorece a pesca no litoral da Patagónia e do Estado de Santa Catarina. Nesta corrente também se registam as rotas dos pinguins, que durante o Verão migram por essa corrente e só retornam para o seu lugar de origem no Inverno.